# Nicholas Rowe (attore)
Nicholas James Sebastian Rowe (Edimburgo, 22 novembre 1966) è un attore britannico.
Ha recitato nei film Piramide di paura (1985), nel ruolo di Sherlock Holmes ed ancora in Mr. Holmes - Il mistero del caso irrisolto (2015), True Blue - Sfida sul Tamigi (1996), Lock & Stock - Pazzi scatenati (1998), Enigma (2001) ed in Il figlio di Chucky (2004).

## Filmografia parziale

### Cinema
- Another Country - La scelta (Another Country), regia di Marek Kanievska (1984)
- Piramide di paura (Young Sherlock Holmes), regia di Barry Levinson (1985)
- True Blue - Sfida sul Tamigi (True Blue), regia di Ferdinand Fairfax (1996)
- Lock & Stock - Pazzi scatenati (Lock, Stock and Two Smoking Barrels), regia di Guy Ritchie (1998)
- Enigma, regia di Michael Apted (2001)
- I mondi infiniti di H.G. Wells (The Infinite Worlds of H.G. Wells), regia di Robert Young (2001)
- Nicholas Nickleby, regia di Douglas McGrath (2002)
- Il figlio di Chucky (Seed of Chucky), regia di Don Mancini (2004)
- Shanghai, regia di Mikael Håfström (2010)
- Mr. Holmes - Il mistero del caso irrisolto (Mr. Holmes), regia di Bill Condon (2015)
- Remi (Rémi sans famille), regia di Antoine Blossier (2018)
- Aspettando Anya (Waiting for Anya), regia di Ben Cookson (2020)
- L'arma dell'inganno - Operation Mincemeat (Operation Mincemeat), regia di John Madden (2022)
- Rosaline, regia di Karen Maine (2022)

### Televisione
- Relic Hunter – serie TV, episodio 1x18 (1999)
- Shackleton, regia di Charles Sturridge – miniserie TV, 2 puntate (2002)
- Musketeers - Moschettieri (La Femme Musketeer), regia di Steve Boyum – film TV (2004)
- L'ispettore Barnaby (Midsomer Murders) – serie TV, episodi 7x03-15x05 (2004-2013)
- I Borgia (The Borgias) – serie TV, episodi 1x04-1x05 (2011)
- Da Vinci's Demons – serie TV, 6 episodi (2013-2014)
- Silk – serie TV, episodio 3x05 (2014)
- L'ispettore Gently (Inspector George Gently) – serie TV, 1 episodio (2014)
- The Last Kingdom – serie TV, 3 episodi (2015)
- Doctor Thorne, regia di Niall MacCormick – miniserie TV, 2 puntate (2016)
- The Crown – serie TV, 9 episodi (2016)
- Genius – serie TV, 3 episodi (2017)
- Riviera – serie TV, 8 episodi (2017-2019)
- Grantchester – serie TV, episodio 4x02 (2019)
- Belgravia, regia di John Alexander – miniserie TV, puntata 1 (2020)
- A Very British Scandal, regia di Anne Sewitsky – miniserie TV, puntata 3 (2021)
- Una spia tra noi - Un amico leale fedele al nemico (A Spy Among Friends), regia di Nick Murphy – miniserie TV, 6 puntate (2022)

## Doppiatori italiani
Nelle versioni in italiano delle opere in cui ha recitato, Nicholas Rowe è stato doppiato da:
- Mauro Gravina in Piramide di paura, I mondi infiniti di H.G. Wells
- Luca Dal Fabbro in Nicholas Nickleby
- Francesco Prando in Mr. Holmes - Il mistero del caso irrisolto
- Roberto Accornero in The Crown
- Alessandro Quarta in The Last Kingdom, Remi
- Mino Caprio in Lock & Stock - Pazzi scatenati
- Mario Cordova in Belgravia
- Simone D'Andrea in L'arma dell'inganno - Operation Mincemeat
- Alessio Cigliano in Rosaline
- Stefano Alessandroni in Una spia tra noi - Un amico leale fedele al nemico